# Christopher Ecker
Christopher Oliver Ecker (* 28. Oktober 1967 in Saarbrücken) ist ein deutscher Schriftsteller und Literaturkritiker.

## Leben und Werk
Christopher Ecker studierte Germanistik und Philosophie in Saarbrücken und Kiel. Neben seiner Arbeit als Schriftsteller, Übersetzer und Literaturkritiker (u. a. für die FAZ, die Saarbrücker und die Berliner Zeitung sowie für den Saarländischen, den Süddeutschen und den Österreichischen Rundfunk) unterrichtet er Deutsch und Philosophie an der Heinrich-Heine-Schule Heikendorf bei Kiel.
Eckers erfolgreichstes Buch ist der 2012 erschienene Tausendseiten-Roman Fahlmann, den der Kritiker Denis Scheck als „eines der großen Leseabenteuer der deutschen Gegenwartsliteratur“ bezeichnete. 2015 wurde Ecker für sein bisheriges literarisches Werk, insbesondere aber seinen Roman Fahlmann mit dem Friedrich-Hebbel-Preis ausgezeichnet. Der Roman Fahlmann ist, so die Würdigung der Jury, „eines der exzessivsten Leseabenteuer, das die deutsche Gegenwartsliteratur zu bieten hat. In Eckers Roman, in dem der Sohn eines Bestattungsunternehmers sich auf den steinigen Weg einer Schriftstellerkarriere begibt, gehen skurrile Phantastik und ein mit Wortwitz und scharfen Detailbeobachtungen gesättigter Realismus eine immer wieder überraschende Verbindung ein.“
2018 erhielt Ecker den Kunstpreis des Saarlandes. Die Jury würdigte Ecker als Schriftsteller, der „in über zwei Jahrzehnten mit großer literarischer Ernsthaftigkeit ein Werk vor dem Erfahrungshintergrund seiner saarländischen Herkunft geschaffen“ habe. Ecker besitze „ein breites Repertoire unterschiedlicher Textgattungen“. Sein „Umgang mit Sprache und Form, ebenso spielerisch wie souverän, gepaart mit seinem Einfallsreichtum“, mache sein Werk zum „besonderen Leseerlebnis“. Kulturminister Ulrich Commerçon nannte Ecker einen „unermüdlichen zeitgemäßen Erzähler, dessen Romane auf wunderbare Weise Phantastik und philosophische Weltbetrachtung verbinden und dabei Wortwitz und den Sinn für das Realistische nicht vergessen.“
2022 erhielt Christopher Ecker den zum ersten Mal vergebenen Kay-Hoff-Preis für Sprache und Dichtung. In der Jurybegründung heißt es: „In überbordender Sprachlust, hochpräzisen Metaphern und mit einem beiläufigen Humor bis hin zum Kalauer scheut er keine Grenzen und entzieht sich wohltuend der literarischen Konfektion mit den modischen Attitüden unserer Tage. Dabei sind seine Protagonisten häufig existenziell Verlorene auf der Suche nach einem Platz in Raum und Zeit. Auch dem Leser wird oft wie nebenbei der Boden unter den Füßen weggezogen, und er findet sich bei einem unzuverlässigen Erzähler wieder, der ihn fortwährend zwingt, sein aktuelles Verständnis der erzählten Welt zu überdenken und zu rekonstruieren. Seine Imaginationskraft überspringt wie im phantastischen Märchen Räume und Zeiten. Ecker beschreibt nicht - er bringt zur Erscheinung.“
Ecker ist Mitgründer des PEN Berlin.

## Auszeichnungen
- 2022: Kay-Hoff-Preis für Sprache und Dichtung[6]
- 2018: Kunstpreis des Saarlandes[7]
- 2017: Arbeitsstipendium der Kulturstiftung des Landes Schleswig-Holstein[8]
- 2015: Deutscher Lehrerpreis „Unterricht innovativ“ in Berlin[9]
- 2015: Friedrich-Hebbel-Preis[7] („insbesondere [für] seinen Roman Fahlmann“)
- 2012: Hans-Bernhard-Schiff-Literaturpreis 2012 (Sonderpreis der Jury)[7]
- 2008: Buch des Jahres 2007 für den Roman Madonna[7]
- 2005: Gustav-Regler-Förderpreis des Saarländischen Rundfunks für die Erzählung Kaninchen, Nashorn, Wombat und Qualle[10]
- 1993: Förderpreis für Literatur der Stadt Saarbrücken[7]

## Veröffentlichungen

### Romane
- Die leuchtende Reuse, Roman, Mitteldeutscher Verlag, Halle (Saale) 2025. ISBN 978-3-96311-979-8 [stark überarbeitete Neuauflage von 1997]
- Herr Oluf in Hunsum, Roman, Mitteldeutscher Verlag, Halle (Saale) 2021. ISBN 978-3-96311-523-3
- Der Bahnhof von Plön, Roman, Mitteldeutscher Verlag, Halle (Saale) 2016. ISBN 978-3-95462-530-7
- Die letzte Kränkung, Roman, Mitteldeutscher Verlag, Halle (Saale) 2014. ISBN 978-3-95462-240-5
- Fahlmann, Roman, Mitteldeutscher Verlag, Halle (Saale) 2012. ISBN 978-3-89812-877-3
- Madonna, Roman, Mitteldeutscher Verlag, Halle (Saale) 2007. ISBN 978-3-89812-463-8
- Die leuchtende Reuse, Roman, Konrad Kirsch Verlag, Sulzbach 1997. ISBN 3-929844-08-7

### Erzählungen und Kurzprosa
- Notizen aus einem Lager an der egozentrischen Grenze, Stirnholz Verlag, Kiel 2024. ISBN 978-3-948115-17-3
- Die beste Hummelgeschichte der Welt und andere Geschichten, Erzählungen, Mitteldeutscher Verlag, Halle (Saale) 2023. ISBN 978-3-96311-566-0
- Andere Häfen, Erzählungen, Mitteldeutscher Verlag, Halle (Saale) 2017. ISBN 978-3-95462-915-2
- Der Hafen von Herakleion, Erzählungen, Gollenstein Verlag, Blieskastel 2006. ISBN 3-938823-13-5
- Das verlorene O, Erzählung, mit Illustrationen von Arne Rautenberg, Verlag Kliebenstein-Alkan, Saarbrücken 1994. ISBN 3-9802837-3-9
- Sulewskis Tag, Erzählung, mit Illustrationen von Arne Rautenberg, PoCul Verlag, Saarbrücken 1994. ISBN 3-929435-10-1

### Lyrik
- Überlieferungen, Gedichte, Stirnholz Verlag, Kiel 2021. ISBN 978-3-948115-02-9
- »schach« dem vollmond, Gedichte, Mitteldeutscher Verlag, Halle (Saale) 2018. ISBN 978-3-96311-050-4
- die montage der dienstage, Gedichte, Antje Sommerfeld Verlag, Kiel 2010. ISBN 978-3-9810279-7-6
- Sich dem Orient in Träumen nähern, Gedichte, Bunte Raben Verlag, Lintig-Meckelstedt 1997. ISBN 3-9804214-9-X
- Ich und Louise Brooks, Gedichte, Hempel Verlag 1990. ISBN 978-3-925192-53-1

### Kinderbücher
- Käpten Eichhörnchen und die Zaubertür, Kinderbuch, mit Illustrationen von Jens Rassmus, Gerstenberg Verlag, Hildesheim 2014. ISBN 978-3-8369-5750-2

### Hörbuch
- die montage der dienstage, Gedichte, Antje Sommerfeld Verlag, 2 Cds, Kiel 2010. ISBN 978-3-9810279-8-3

### Als Herausgeber und Übersetzer
- Tom Disch (Thomas M. Disch): Endzone. Letzte Gedichte. Mitteldeutscher Verlag, Halle (Saale) 2018. ISBN 978-3-95462-987-9

### Sekundärliteratur
- Alban Nikolai Herbst: Fahlmanns Welten. Der Schriftsteller Christopher Ecker, einstündiges poetisches Hörstück, WDR3, 1. Mai 2014.
- Alban Nikolai Herbst: Laudatio auf Christopher Ecker zur Verleihung des Friedrich-Hebbel-Preises 2015, 27. März 2015.[11]
- Toke Hoffmeister: Die Einflüsse der historischen Avantgarde auf die Gegenwartsliteratur: Vergleich von Werken Hugo Balls mit Werken Christopher Eckers, München 2013. ISBN 978-3-656-44154-0
- Kai U. Jürgens: Ein Gefühl der Verlorenheit. Der Übersetzer Christopher Ecker zum Tod von Thomas M. Disch, in: Kurt S. Denkena (Hrsg.), SF-Notizen 650, Bremen 2008, S. 33–39.
- Kai U. Jürgens (Hrsg.): Liebeserklärung an eine Zielscheibe: Materialien zu Christopher Eckers Roman »Fahlmann«, Halle 2012. ISBN 978-3-89812-878-0
- Kai U. Jürgens (Hrsg.): Arbeitsbuch Christopher Ecker. Aufsätze und Materialien, Berlin 2021. ISBN 978-3-631-84271-3
- Franz Rottensteiner: Die letzte Kränkung. In: Quarber Merkur. Franz Rottensteiners Literaturzeitschrift für Science Fiction und Phantastik, Bd.  115, S. 222–224, 2014. ISBN 978-3-934273-94-8
- Hartmut Kasper: Fahlmann, in: Das Science Fiction Jahr 2012, herausgegeben von Wolfgang Jeschke, Sascha Mamczak und Sebastian Pirling, Heyne, München 2012, S. 344–351. ISBN 978-3-453-52972-4